# 827.
◄ | 8. stoljeće | 9. stoljeće | 10. stoljeće | ►
◄ | 790-ih | 800-ih | 810-ih | 820-ih | 830-ih | 840-ih | 850-ih | ►
◄◄ | ◄ | 824. | 825. | 826. | 827. | 828. | 829. | 830. | ► | ►►
Astronomija • Književnost • Kršćanstvo • Pravo • Promet

## Događaji
- Giustiniano Participazio je izabran za mletačkog dužda.

## Smrti
- 27. kolovoza – Eugen II., papa
- 10. listopada – Valentin, papa

## Vanjske poveznice
|  | Zajednički poslužitelj ima još gradiva o temi 827. |